# Prison de Wakefield
HM Prison Wakefield
La prison de Wakefield (en anglais : HM Prison Wakefield) est une prison britannique de catégorie A et une prisons de dispersion (en) pour hommes, située dans la localité de Wakefield, dans le comté du Yorkshire de l'Ouest, dans la région du Yorkshire-et-Humber en Angleterre.
L'établissement est géré par le His Majesty's Prison Service.
La prison a été surnommée la « Monster Mansion » en raison du grand nombre de délinquants sexuels et de meurtriers très médiatisés et à haut risque qui y sont incarcérés,.

## Histoire

### Origines
La prison de Wakefield a été construite en 1594 et ouvre à l'origine en tant que maison de correction.
La plupart des bâtiments actuels de la prison datent de l'époque victorienne.
La prison actuelle a été désignée en tant que prisons de dispersion (en) en 1967, 144 détenus y sont incarcérés. Sa longévité fait ainsi d'elle la plus ancienne des prisons de dispersion encore en activité en Angleterre et au Pays de Galles.
The English Dialect Dictionary indique que les mentions de Wakefield étaient souvent courtes et font référence de longue date à la prison (par exemple, « être envoyé à Wakefield » signifiait être envoyé en prison).

### «Here We Go Round the Mulberry Bush»
Un mûrier avait été planté dans la cour d'exercice de l'établissement, autour duquel les détenues qui étaient mères avaient l'habitude de faire de l'exercice. Selon l'ancien gouverneur de la prison RS Duncan, qui le mentionne dans son livre publié en 1994, cette pratique est à l'origine de la chanson enfantine anglaise Here We Go Round the Mulberry Bush (en). Cette origine de la chanson est également reprise sur le site Internet de la prison, mais il n'y a cependant aucune preuve attestée pour confirmer cette théorie[réf. nécessaire].
L'arbre a été enlevé en mai 2019 car il était mort. Une bouture en a été prise par un gardien de prison à la retraite afin d'être utilisé pour tenter de faire pousser à nouveau l'arbre[réf. nécessaire].

### Première Guerre mondiale

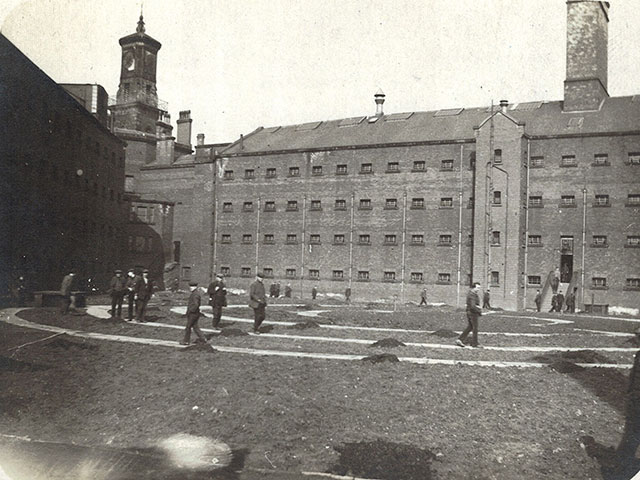
Prison de Wakefield, 1916

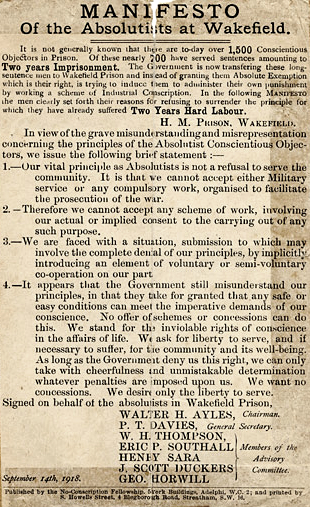
Manifeste de Wakefield

Pendant la Première Guerre mondiale, la prison de Wakefield a été utilisée comme camp de travail pour le Bureau de l'Intérieur.

Les prisonniers de droit commun sont ainsi expulsés et les nouveaux arrivants sont incarcérés dans l'établissement après avoir été condamnés à des peines de deux ans ou plus d'emprisonnement pour avoir refusé d'obéir aux ordres militaires. 
Après la fermeture du camp de travail de Dyce (en) en octobre 1916, la prison de Wakefield est également utilisée pour interner les objecteurs de conscience.
En septembre 1918, un groupe d'objecteurs de conscience profite d'un relâchement du régime carcéral survenu vers la fin de la guerre pour se rebeller et refuser de reprendre tout travail.
Ils publient une liste de revendications pour un meilleur traitement, connue sous le nom de Manifeste de Wakefield (en anglais : Wakefield Manifesto).

### Membres de l'IRA détenus dans l'établissement
En tant que prison de haute sécurité, la prison de Wakefield est utilisée par intermittence au cours du XXe siècle afin d'incarcérer des détenus appartenant à l'IRA. Durant les années 1950, dans certains cas, l'IRA tente également de libérer ces détenus, comme ce fut le cas pour Cathal Goulding en 1956 (dont la tentative avorte lorsque les sirènes ont retenti) et James Andrew Mary Murphy en 1959 (dont l'évasion réussit).
En 1976, au cours d'une grève de la faim organisée par des détenus appartenant à l'IRA provisoire, Frank Stagg (en), membre de cette organisation, décède dans l'établissement le 12 février 1976. L'affaire a attiré l'attention des médias internationaux, le gouvernement irlandais ayant rejeté la dernière demande de Frank Stagg pour qu'une marche funéraire militaire soit organisée entre Dublin et Ballina, le gouvernement s'étant plutôt arrangé pour que la police irlandaise l'enterre secrètement.
Le 1er mars 1976, Merlyn Rees, secrétaire d'État pour l'Irlande du Nord au ministère Wilson, annonce que les personnes reconnues coupables d'avoir causé des infractions terroristes n'auraient plus droit au statut de catégorie spéciale, cette décision ayant été contestée lors de grèves de la faim ultérieures.

### Période contemporaine
En 2001, la construction d'une nouvelle unité ultra-sécurisée à la prison de Wakefield est annoncée. L'unité doit héberger les détenus les plus dangereux du système pénitentiaire britannique et serait la première unité de ce type à être construite au Royaume-Uni.
En mars 2004, un rapport d'inspection du His Majesty's Chief Inspector of Prisons (en) critique le personnel de la prison de Wakefield pour son manque de respect envers les détenus. Le rapport affirme ainsi que la prison était « surcontrôlée » et qu'un tiers des détenus de la prison affirmaient avoir été victimes d'abus.

## Description
La prison de Wakefield abrite environ 600 des personnes les plus dangereuses de Grande-Bretagne (principalement des délinquants sexuels, des meurtriers et des prisonniers condamnés à perpétuité). L'hébergement à la prison comprend des cellules individuelles équipées d'installations sanitaires. Toutes les unités de détention disposent de cuisines à la disposition des détenus qui leur permettent de préparer leurs propres repas. Un système d'incitations et de privilèges acquis permet aux détenus de bénéficier d'une télévision en cellule. Tous les détenus sont soumis à des tests de dépistage de drogue obligatoires et il existe des dispositifs de dépistage volontaire, qui sont obligatoires pour tous les détenus employés par l'établissement, par exemple pour l'entretien des bâtiments ou employés dans les cuisines de l'établissement[réf. nécessaire].
Une inspection de la prison réalisée en 2018 révèle que la prison de Wakefield est dans l'ensemble calme, sûre, décente et bien gérée, précisant en outre que « le reste du service pénitentiaire pourrait apprendre les bonnes pratiques de Wakefield ». Malgré cela, les détenus nécessitant des soins psychiatriques sont confrontés à des délais inacceptables avant d'être transférés dans des hôpitaux psychiatriques sécurisés, et l'état mental des détenus s'aggrave pendant qu'ils attendent leur transfert. L'ancien officier de police Peter Clarke (en) déclare ainsi :

« En raison des retards totalement inacceptables à le faire, de nombreux prisonniers à travers le domaine pénitentiaire sont détenus dans des conditions qui ne sont en aucun cas thérapeutiques et qui, dans de nombreux cas, aggravent clairement leur état. (...) La situation à Wakefield était un autre exemple de prisonniers gravement malades qui ne recevaient pas les soins dont ils avaient besoin. »

— Peter Clarke (en)
Les inspecteurs ont noté un prisonnier qui était « exceptionnellement difficile à gérer et avait des besoins complexes qui ne pouvaient pas être satisfaits dans la prison. Alors que le personnel tentait de le gérer de manière positive et constructive, son état se détériorait pendant une longue attente pour être admis dans un hôpital sécurisé », selon le rapport d'inspection.
Le bâtiment central et le bâtiment administratif situés à l'entrée de l'établissement, incluant les murs d'enceinte et les pavillons adjacents au nord et au sud de l'établissement, ont été ajoutés dans la liste des monuments classés de Grade II en 1979.

## Actions de réinsertion par le travail et la formation des détenus
La prison de Wakefield propose une gamme d'activités pour les détenus, notamment des œuvres caritatives, un cours agréé de nettoyage industriel et un atelier de braille où les détenus convertissent des livres en braille. Le département éducatif de l'établissement est géré par le Manchester College (en) et offre des opportunités d'apprentissage allant des compétences de base jusqu'aux cours proposés par l'Open University. Les autres installations comprennent un magasin, une salle de sport et une aumônerie multiconfessionnelle[réf. nécessaire].

## Détenus notables

### Détenus actuels
- Kamel Bourgass : terroriste islamique reconnu coupable du meurtre du policier Stephen Oake et de la tentative de meurtre de deux autres policiers[16].
- Jeremy Bamber (en) : reconnu coupable du meurtre de sa mère, de son père, de sa sœur et de ses deux fils à Tolleshunt D'Arcy (Essex), dans la nuit du 6 août 1985[17].
- Ian Watkins : ancien chanteur et parolier du groupe Lostprophets, reconnu coupable de plusieurs délits sexuels, certains impliquant des enfants et des nourrissons. Après une période de détention à Wakefield, il est transféré à la prison de Long Lartin (en) pour permettre à sa mère, alors en phase terminale d'une maladie grave, de disposer de droits de visite plus faciles[18]. En août 2019, il est reconnu coupable de possession d'un objet interdit, un téléphone portable, après son retour à Wakefield en mars 2018. Il est incarcéré à Wakefield depuis 2018[19],[20].
- Marc Bridger (en) : pédophile qui a enlevé et assassiné une fillette de 5 ans (en) en 2012[21].
- Robert Maudsley : tueur en série[22].
- Sidney Cooke (en) : agresseur d'enfants et tueur en série qui a violé et assassiné Mark Tildesley, Jason Swift et Barry Lewis.
- John Cooper (en) : tueur en série gallois[23],[24],[25].
- Jack Renshaw : néo-nazi et pédophile qui a comploté pour assassiner la députée travailliste Rosie Cooper[26],[27].
- Reynhard Sinaga : violeur en série qui a violé de nombreux hommes hétérosexuels[28].
- Thomas Hughes : père d'Arthur Labinjo-Hughes, 6 ans, assassiné par sa belle-mère, Emma Tustin, en juin 2020. Il a été condamné à 24 ans pour homicide involontaire[29].
- Jordan Monaghan (en) : condamné à perpétuité avec un minimum de 48 ans pour le meurtre de son fils de 21 mois et sa fille nouveau-née en 2013, ainsi que de sa petite amie de 23 ans en 2019[29].

### Anciens détenus
- Charles Bronson : connu dans la presse britannique comme le « prisonnier le plus violent de Grande-Bretagne » et « le prisonnier le plus notoire de Grande-Bretagne »[30],[31].
- Fred Haslam (en) (1897–1979) : objecteur de conscience de la Première Guerre mondiale[32].
- Klaus Fuchs : espion reconnu coupable d'avoir fourni des informations sur la recherche britannique et américaine sur les armes nucléaires à l'URSS, a purgé neuf ans et quatre mois de sa peine de quatorze ans à Wakefield, entre 1951 et 1959[réf. nécessaire].
- Ian Huntley (en) : reconnu coupable du qui ont eu lieu Soham et emprisonné à la prison de Wakefield entre 2004 à 2008, date à laquelle il a été transféré à la prison de Frankland[33].
- Stefan Ivan Kiszko (en) : accusé à tort de meurtre[34]
- Radislav Krstić : criminel de guerre serbe de Bosnie[35].
- Harold Shipman : largement considéré comme le tueur en série le plus prolifique de l'histoire moderne ; Shipman s'est suicidé à la prison de Wakefield le 13 janvier 2004, un jour avant son 58e anniversaire. Shipman était surveillé 24 heures sur 24 dans deux prisons précédentes, mais de telles « mesures spéciales » n'avaient pas été jugées nécessaires après son transfert à Wakefield[36].
- Michael Sams (en)[37].
- Colin Ireland : tueur en série surnommé « The Gay Slayer » qui a assassiné cinq hommes homosexuels en trois mois au début des années 1990 ; il décède d'une fibrose pulmonaire en 2012[38].
- Robert Black : condamné en 1994 pour le meurtre de trois jeunes filles dans les années 1980, passe de nombreuses années à la prison de Wakefield avant d'être transféré à la prison de Maghaberry (en) en Irlande du Nord, où il décéde en 2016[39].

## Galerie

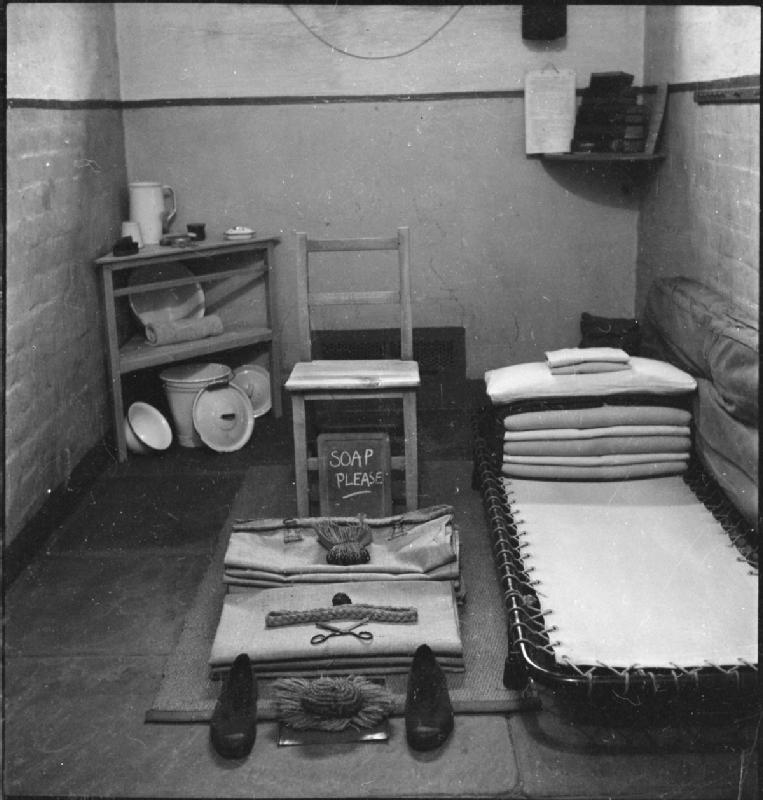
1944 : "Une vue de la cellule d'un détenu à la prison de Wakefield. Le lit, une chaise, plusieurs petites étagères et un seau à ordures sont clairement visibles. Le reste des effets personnels du détenu, comme une paire de chaussures et un peigne, ont été rangés avec soin, prêts à être inspectés. À la craie sur un petit tableau noir, il y a les mots 'savon s'il vous plaît'."
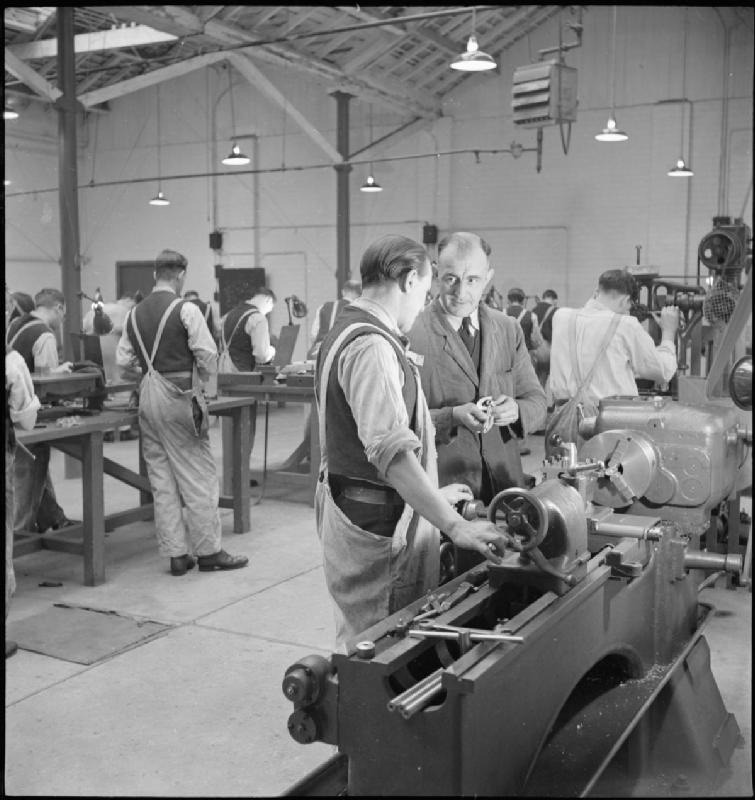
Dans les travaux de génie, les détenus sont formés à un nouveau métier dans le cadre de leur réadaptation et de la préparation de leur retour dans la société, 1944